# .cv
A .cv a Zöld-foki Köztársaság internetes legfelső szintű tartomány kódja, melyet 1996-ban hoztak létre.